# Amegilla canifrons
Amegilla canifrons är en biart som först beskrevs av Smith 1854. Den ingår i släktet Amegilla och familjen långtungebin. Inga underarter finns listade i Catalogue of Life. Arten förekommer enbart på Kanarieöarna.

## Beskrivning
Som alla bin i släktet har Amegilla canifrons en kontrastrik teckning, med gulbrunt huvud och mellankropp, samt en bakkropp randig i svart och ljusblått. Arten har en mycket lång tunga, 10 mm, vilket är mycket med tanke på att bina i släktet Amegilla vanligtvis är 10 till 12 mm långa.

## Utbredning
Arten är endemisk för Kanarieöarna, där den är vitt spridd.

## Ekologi
Amegilla canifrons lever från havsytans nivå upp till 1 400 m i bergen. Arten flyger året om. Den är polylektisk, den flyger till blommande växter från många olika familjer, som amaryllisväxter, flockblommiga växter, oleanderväxter, korgblommiga växter, katalpaväxter, strävbladiga växter, korsblommiga växter, vindeväxter, gurkväxter, törelväxter, ärtväxter, kransblommiga växter, liljeväxter, underblommeväxter, triftväxter, rosväxter, flenörtsväxter, potatisväxter och verbenaväxter.
Litet i övrigt är känt om denna art, men Amegilla-arter i allmänhet är solitära, de är inte sociala som bland annat honungsbin och många humlor, och honan gräver själv larvbona och tar ensam hand om avkomman.

## Bildgalleri

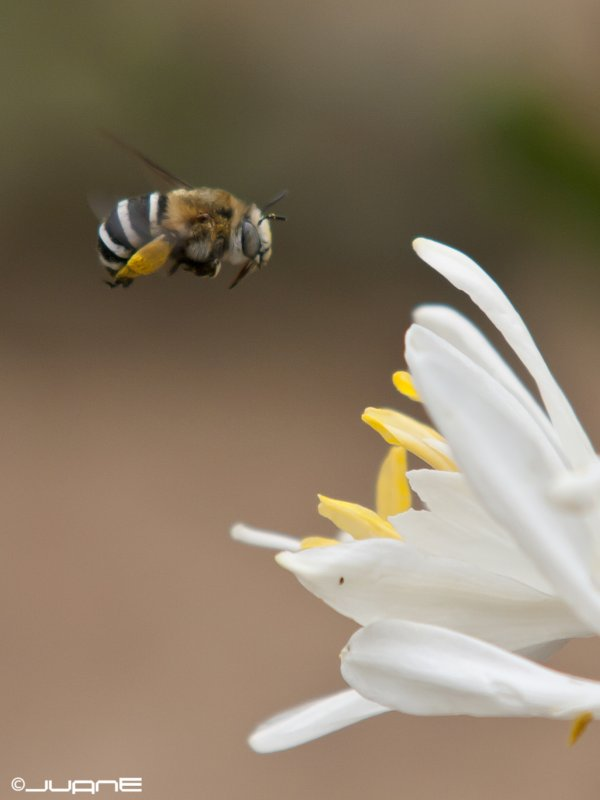
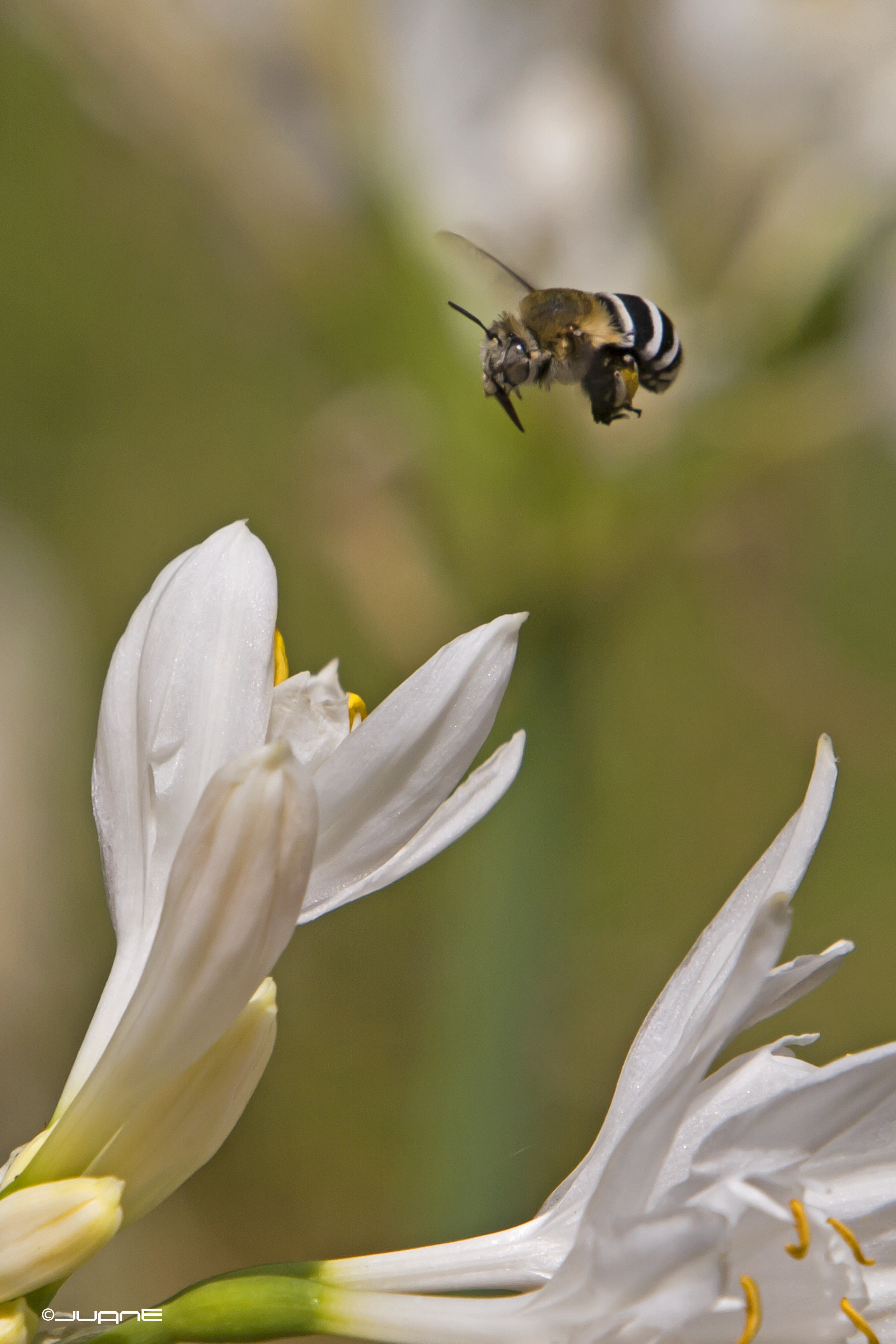
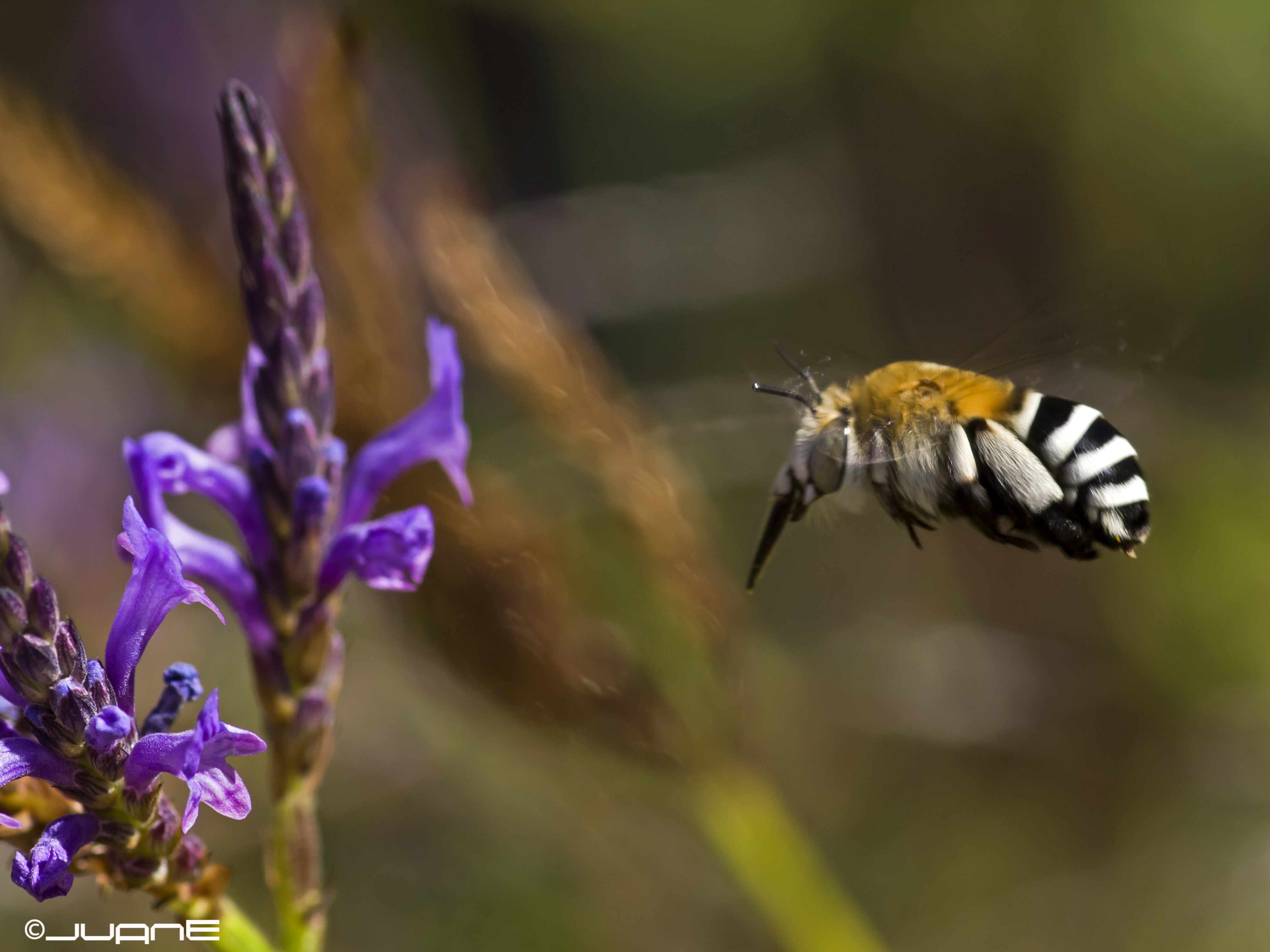
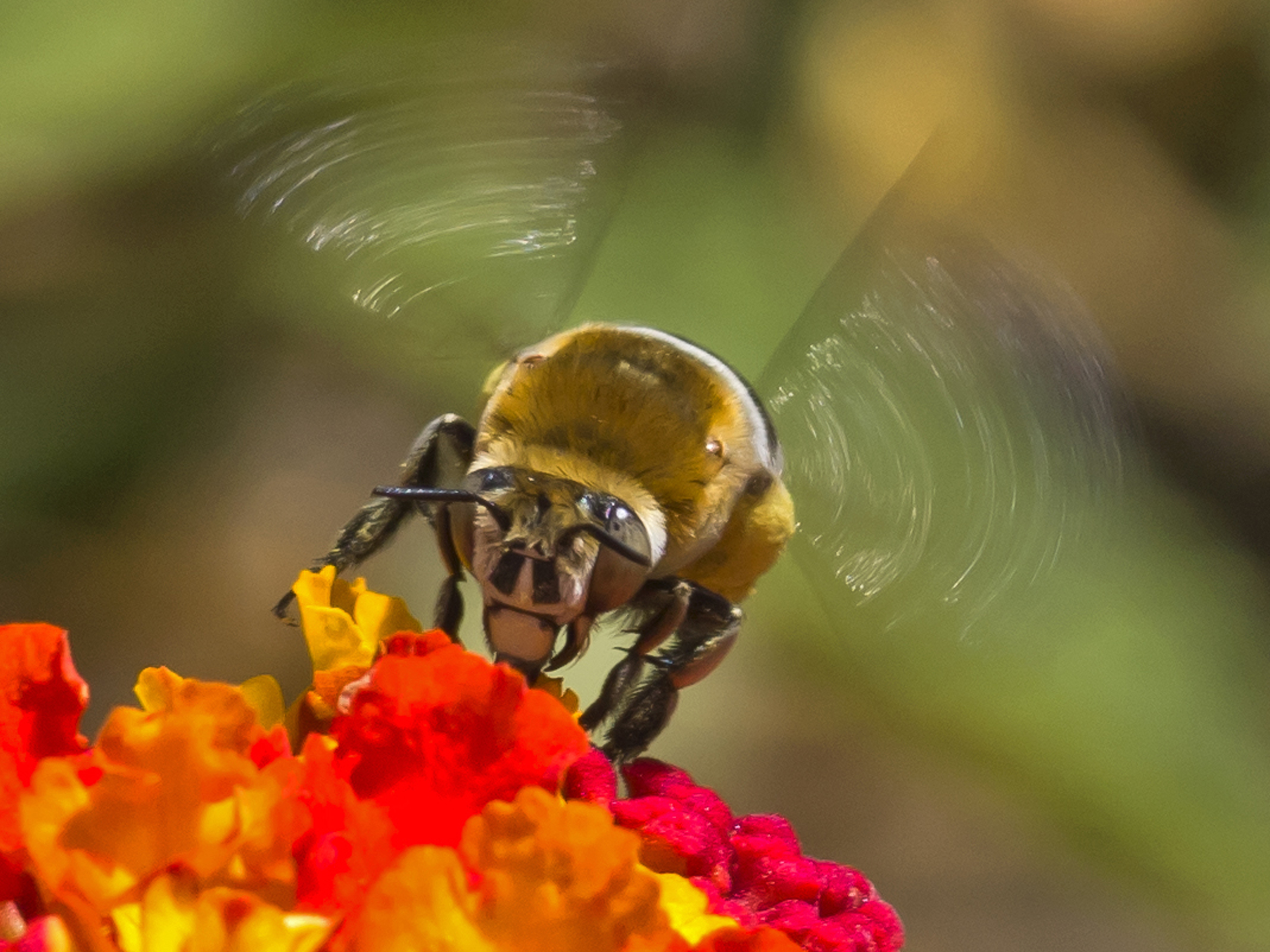